# 罗季奥诺夫卡村委员会
罗季奥诺夫卡村委员会（俄语：Родионовский сельсовет）是俄罗斯联邦阿穆尔州布列亚区所属的一个村委员会。其下辖有3个居民点，行政中心为罗季奥诺夫卡。据2016年统计，该村委员会的人口为407人。